# Charles-Nicolas-Joseph-Justin Favart
Pour les articles homonymes, voir Favart.
Charles-Nicolas-Joseph-Justin Favart, né à Paris le 17 mars 1749 et mort à Pantin le 1er février 1806, est un auteur dramatique et comédien français.
Fils de Charles et Justine Favart, il est l'auteur d'une dizaine d'opéras-comiques à succès, dont Le Diable boiteux ou la Chose impossible (1782) et Le Mariage singulier (1787). Il joua à la Comédie-Italienne de 1779 à 1795.
Il était lié pendant sa jeunesse à Jean-Baptiste Joseph Delambre, astronome, dont on a retrouvé une correspondance de 35 lettres autographes signées à Charles Nicolas Favart.
Il était le mari de la peintre Marie-Geneviève Bellot.

## Sources
Gustave Vapereau, Dictionnaire universel des littératures, Paris, Hachette, 1876, p. 770-1